# Charles Boyle Roberts
Charles Boyle Roberts (ur. 19 kwietnia 1842, zm. 10 września 1899) – amerykański polityk związany z Partią Demokratyczną. W latach 1875–1879 był przedstawicielem drugiego okręgu wyborczego w stanie Maryland w Izbie Reprezentantów Stanów Zjednoczonych.